# Transports en commun de Montbéliard
Pour les articles homonymes, voir CTPM.
Les transports en commun de Montbéliard, commercialisés sous la marque évolitY (anciennement CTPM), desservent le pays de Montbéliard en autobus (dont certaines lignes sont à haut niveau de service). Ils sont gérés par Moventis Pays de Montbéliard, une division du groupe Moventia.

## Historique
En 1974, le District urbain du pays de Montbéliard (DUPM, entité ayant précédé Pays de Montbéliard Agglomération) décide de créer un réseau de transport en commun par autobus.
Le réseau de bus entre en service en 1976. Il est commercialisé sous la marque CTPM pour Compagnie de transports du pays de Montbéliard.
Au départ, l'exploitation est assurée par Via-GTI, qui est intégrée dans la société Keolis en 2001. En 2017, l'exploitation est transférée au groupe espagnol Moventia.
À la suite de la création de quatre lignes à haut niveau de service (voir : bus à haut niveau de service de Montbéliard), le réseau est renommé évolitY à la place de CTPM au 23 avril 2019.

## Lignes du réseau

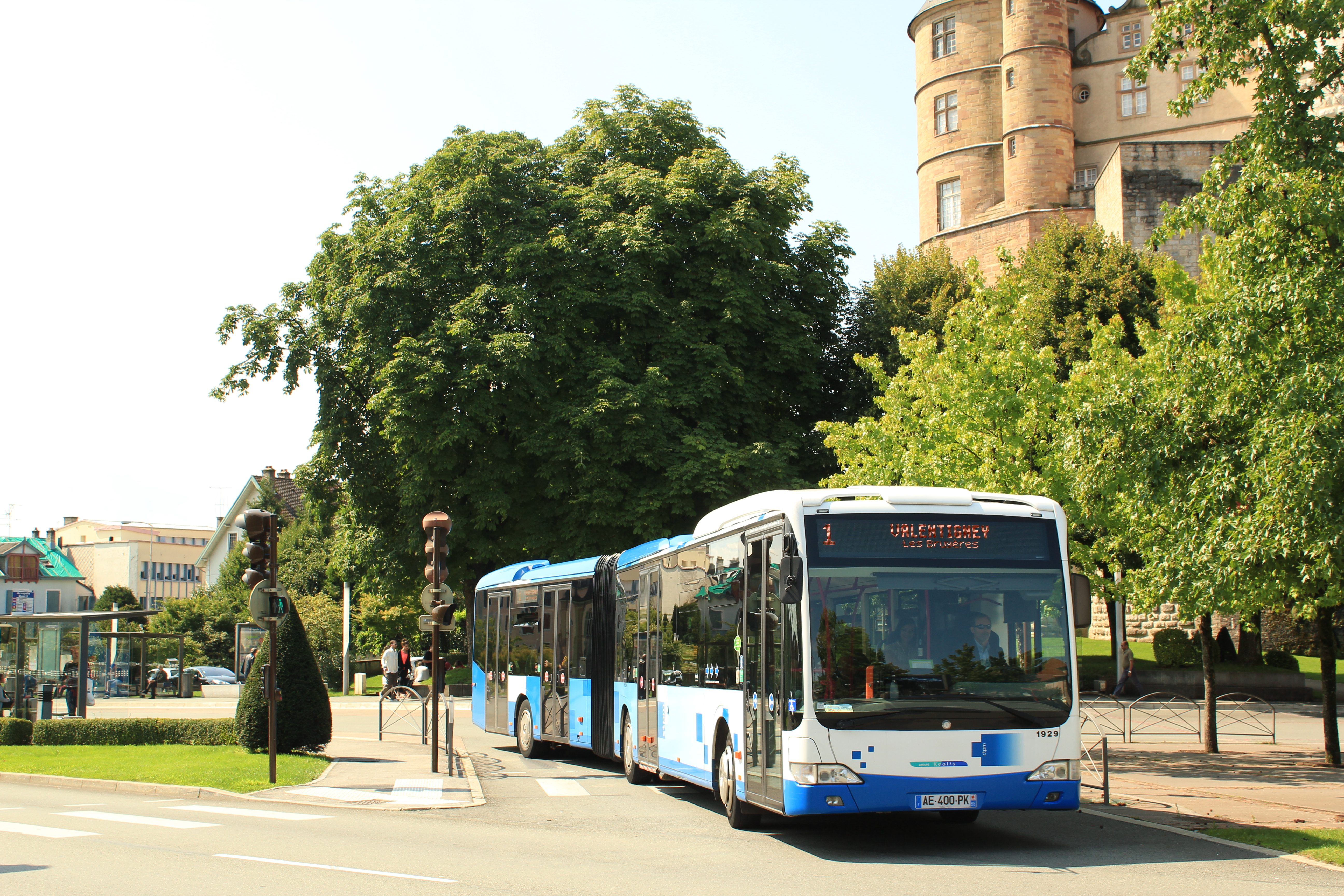
Mercedes Citeo sur l'ancienne Ligne 1 à l'Acropole.

Les bus du réseau Evolity desservent l'intégralité du Pays de Montbéliard. Le réseau est structuré autour de 4 lignes de bus à haut niveau de service numérotées 1, 2, 3 et 4. Onze autres lignes viennent s'ajouter à la liste, ainsi que les lignes Tad'Y (Transport à la demande). De nombreux services spéciaux et occasionnels s'ajoutent au réseau régulier.
Chaque ligne principale dessert au moins un des deux pôles du réseau, Montbéliard Acropole (proche de la gare de Montbéliard) ou Audincourt Place du Marché.

### Réseau de la semaine
Du lundi au samedi (de 4h ou 6h à 22h40)
| Ligne | Fréquence                          |
| --- | ---------------------------------- |
| Ligne THNS 1 : Bethoncourt Champvallon-CFA <> Valentigney Longines                                                                 | Toutes les 15 à 20 minutes         |
| Ligne THNS 2 : Grand-Charmont Les Fougères <> Audincourt Champs Montants                                                           | Toutes les 15 à 20 minutes         |
| Ligne THNS 3 : Montbéliard Horbourg <> Hérimoncourt La Bouloie                                                                     | Toutes les 20 minutes              |
| Ligne THNS 4 : Audincourt Place du Marché / Montbéliard Acropole <> Belfort Gare TGV (par Hôpital Nord Franche-Comté de Trévenans) | Toutes les 30 minutes              |
| Ligne A : Montbéliard Acropole <> Mandeure Le Clos                                                                                 | Toutes les 20 à 30 minutes         |
| Ligne B : Bethoncourt Champvallon-CFA <> Montbéliard Mermoz                                                                        | Toutes les 30 minutes              |
| Ligne C : Bavans Bel Air <> Montbéliard Grands Jardins                                                                             | Toutes les 30 minutes              |
| Ligne D : Montbéliard Mittan <> Étupes La Montagne / Taillecourt Souvenir                                                          | Toutes les 30 minutes              |
| Ligne E : Voujeaucourt Coteau de l'Âne <> Nommay La Savoureuse (E1) / Châtenois-les-Forges (E2) / Dambenois (E3) / Allenjoie (E4)  | Toutes les 30 à 60 minutes         |
| Ligne F : Audincourt Arbletiers <> Montbéliard Acropole                                                                            | Toutes les heures                  |
| Ligne G : Audincourt Les Cantons <> Hérimoncourt La Chapotte                                                                       | Horaires sur le site de Évolity    |
| Ligne H : Audincourt Place du Marché <> Pont-de-Roide Passerelle                                                                   | Horaires sur le site de la Évolity |
| Ligne N : Valentigney Parnot <> Valentigney Les Bruyères                                                                           | Toutes les 40 minutes environ      |
| Ligne X : Montbéliard Acropole <> Belfort Gare                                                                                     | Horaires sur le site de Évolity    |
| Ligne Z : Montbéliard Acropole <> Allenjoie Technoland 2                                                                           | Horaires sur le site de Évolity    |

### Réseau dimanche et jours fériés
Dimanche et jours fériés (de 13h à 20h30 environ)
- THNS 1 : Bethoncourt "Champvallon-CFA" ↔ Valentigney "Longines
- THNS 2 : Grand-Charmont "Les Fougères" ↔ Audincourt "Champs Montants"
- THNS 3 : Montbéliard "horbourg" ↔ Hérimoncourt "La Bouloie"
- THNS 4 : Montbéliard "Acropole" / Audincourt "Place du marché" ↔ Meroux-Moval "gare TGV"
- Ligne A : Montbéliard "Acropole"↔ Mandeure "Le Clos"
- Ligne B : Bethoncourt "Champvallon-CFA" ↔ Montbéliard "Mermoz"
- Ligne C : Bavans "Bel Air" ↔Montbéliard "Grands Jardins"
- Ligne D : Sainte-Suzanne "St Michel" ↔ Etupes "La Montagne / Taillecourt"Souvenir"
- Ligne E : Voujeaucourt "Côteau de l'âne"↔ Nommay "La Savoureuse" (E1) / Châtenois-les-Forges (E2) / Dambenois (E3) / Allenjoie (E4)

#### Service Tad'Y
Le tad’Y est un service à la demande avec des points d’arrêt et des horaires définis à destination :
- des pôles d’échanges du réseau de lignes régulières : Acropole à Montbéliard Place du Marché à Audincourt (Quai 3) et Bouleaux à Pont-de-Roide.
- des principaux équipements de l’agglomération : zone commerciale des Arbletiers à Audincourt,

Le transport à la demande est mis en place afin d’apporter une offre de transport dans des quartiers ou communes excentrés de l’agglomération ou en complément des dessertes de certaines lignes régulières.
Le service est disponible du lundi au samedi, hors jours fériés, aux horaires définis.
Le service de réservations est disponible du lundi au samedi (hors jours fériés), de 7h à 19h.
La réservation est possible jusqu’à 2 heures avant votre départ.
Ce service est accessible avec l'ensemble des titres Evolity (Abonnement et Pass Voyages).

#### Lignes Flexy:

##### Flexy Moloco
Est un service de soirée au départ du Moloco à Audincourt. Après les concerts signalés, deux véhicules attendent à la sortie du Moloco à la fermeture de l'établissement.
Pour ces deux services, lors de la montée dans le bus, il suffit de préciser au conducteur l'arrêt de destination. Tous les arrêts du réseau Evolity peuvent être desservis. Les itinéraires sont flexibles et organisés en fonction des passagers dans l’ensemble du Pays de Montbéliard.
Ces services sont accessibles avec l'ensemble des titres Evolity (Abonnement et Pass Voyages).

##### Flexy Loisirs
Est un service de soirée au départ de la zone des Lumières (Arbletiers) à Audincourt. Un bus vous attend devant l’entrée du Mégarama, arrêt « Lumière » à 22h30 tous les vendredis et samedis.

#### Flexy Foot:
Est mis à la disposition du public à la fin de chaque match à domicile. Un quart d’heure après la fin du match, deux bus sont disponibles à la sortie du stade.
Sans réservation, lors de la montée dans le bus, il suffit de préciser au conducteur l'arrêt de destination. Tous les arrêts du réseau Evolity peuvent être desservis. Les itinéraires sont flexibles et organisés en fonction des passagers dans l’ensemble du Pays de Montbéliard.
Ce service est accessible avec l'ensemble des titres Evolity (Abonnement et Pass Voyages). Il n'y a qu'un seul départ en fin de soirée.
Pour se rendre au Stade Auguste-Bonal , les lignes THNS 1, 2, 3, les lignes C et E desservent l'arrêt « Chabaud Latour » situé à proximité de l'entrée du stade.

#### Flexy Axone:
Est mis à la disposition du public à la fin de chaque concert. Un quart d'heure après la fin du spectacle, deux bus sont disponibles devant l’entrée.
Sans réservation, lors de la montée dans le bus, il suffit de préciser au conducteur l'arrêt de destination. Tous les arrêts du réseau évolitY peuvent être desservis. Les itinéraires sont flexibles et organisés en fonction des passagers dans l’ensemble du Pays de Montbéliard.
Ce service est accessible avec l'ensemble des titres évolitY (Abonnement et Pass Voyages). Il n'y a qu'un seul départ en fin de soirée.
Pour se rendre à L'Axone de Montbéliard, et arriver au plus près du site, les lignes THNS 1,2 et 4 arrêt  « Axone Gros Pierrons ».

#### L'Estivale
Cette ligne ne fonctionne que pendant l'été (sauf les jours de pluie) et emmène les voyageurs à la base de loisirs de Brognard.
- L'Estivale : Montbéliard Acropole - Brognard Base de Loisirs

### Service clientèle
Pour des renseignements d'itinéraires, d'horaires, de tarifs et envoi de documentation, l'établissement de devis (pour la location d’un bus) ou d'un objet perdu, un service clients est disponible par téléphone du lundi au samedi de 7 à 19 h.

#### Agences commerciales Evolity
Espace bus de Montbéliard
- Gare SNCF – Place du Général de Gaulle (desservie par les lignes THNS 1,2,3,4 ainsi que les lignes A, B,C, D, E, F, X et Z : arrêt Acropole)
  - Ouvert du lundi au vendredi de 8 h 30 à 12 h 0 et de 14 h 0 à 18 h 0.
  - Ouvert le samedi de 8 h 30 à midi.

Espace bus d'Audincourt
- 2 rue Duvernoy (desservi par les lignes THNS 1,2,3,4 ainsi que les lignes A, F, G et H: arrêts Place du Marché ou Briand)
  - Ouvert du mardi au vendredi de 8 h 30 à 12 h 0 et de 14 h 0 à 18 h 0.
  - Ouvert le samedi de 8 h 30 à midi.